# Torsten Torstenson
Torsten Bernhard Torstenson, född 17 april 1901 i Malmö, död 5 augusti 1974 i Tomelilla, var en svensk målare.
Han var son till verkmästaren Wilhelm Torstenson och Laura Holmström och från 1928 gift med läraren Alice Lilienberg. Torstenson studerade vid Campbells målarskola i Lund 1919–1922 samt genom självstudier under resor till bland annat Frankrike och Norge. Separat ställde han bland annat ut på Malmö rådhus, SDS-hallen samt i Landskrona, Tomelilla och Trelleborg. Tillsammans med Carl Gunne ställde han ut i Nässjö 1947 och han medverkade i Skånes konstförenings höstutställningar sedan 1925 och Sveriges allmänna konstförenings Stockholmssalonger sedan 1932. Han var representerad i utställningen Skånekonstnärer som visades på Liljevalchs konsthall 1951 och Liljevalchs Stockholmssalong 1964 samt en rad utställningar med provinsiell konst på olika platser i Skåne. Hans konst består av stilleben, landskapsskildringar och porträtt utförda i palettknivsteknik. Torstenson är representerad vid Moderna museet i Stockholm, Malmö museum, Ystads konstmuseum och Trelleborgs museum. Makarna Torstenson är begravda på Norra kyrkogården i Lund.